# Superpuchar Rumunii w piłce siatkowej mężczyzn
Superpuchar Rumunii w piłce siatkowej mężczyzn (rum. Supercupa României la volei masculin) – rozgrywki w piłce siatkowej organizowane przez Rumuński Związek Piłki Siatkowej (Federaţia Română de Volei), w których rywalizują ze sobą mistrz i zdobywca Pucharu Rumunii. 
Mecz o siatkarski Superpuchar Rumunii po raz pierwszy rozegrany został w 2017 roku. Pierwszym zwycięzcą Superpucharu został klub CS Arcada Galați.

## Triumfatorzy
| Edycja | Data       | Miejsce spotkania                                    | 1. miejsce                                    | 2. miejsce                                  | Wynik spotkania                         |
| ------ | ---------- | ---------------------------------------------------- | --------------------------------------------- | ------------------------------------------- | --------------------------------------- |
| 1      | 30.09.2017 | Sala Sporturilor Olimpia, Ploeszti                   | CS Arcada Galați (Zdobywca Pucharu Rumunii)   | ACS Volei Municipal Zalău (Mistrz Rumunii)  | 3:1 (17:25, 26:24, 26:24, 25:21)        |
| —      | 2018       |                                                      |                                               |                                             |                                         |
| 2      | 23.10.2019 | Sala Polivalentă, Alexandria                         | CSM Arcada Galați (Mistrz Rumunii)            | Dinamo Bukareszt (Zdobywca Pucharu Rumunii) | 3:2 (25:17, 19:25, 26:24, 24:26, 16:14) |
| —      | 2020       |                                                      |                                               |                                             |                                         |
| 3      | 30.09.2021 | Sala Sporturilor „Dumitru Popescu Colibași”, Braszów | Dinamo Bukareszt (Zdobywca Pucharu Rumunii)   | CSM Arcada Galați (Mistrz Rumunii)          | 3:2 (18:25, 25:15, 23:25, 25:15, 15:8)  |
| 4      | 27.09.2022 | Sala Sporturilor, Konstanca                          | Dinamo Bukareszt                              | CSM Arcada Galați                           | 3:2 (25:23, 23:25, 27:25, 26:28, 17:15) |
| 5      | 30.09.2023 | Sală Polivalentă „Alba Blaj”, Blaj                   | CSM Arcada Galați (Mistrz Rumunii)            | SCMU Craiova (Zdobywca Pucharu Rumunii)     | 3:0 (25:19, 25:23, 25:17)               |
| 6      | 29.09.2024 | Sala Polivalentă, Bukareszt                          | CS Rapid Bukareszt (Zdobywca Pucharu Rumunii) | CSM Corona Brașov (Mistrz Rumunii)          | 3:1 (25:20, 30:28, 22:25, 25:21)        |

## Bilans klubów
| Klub                      | 1. miejsce | 2. miejsce |
| ------------------------- | ---------- | ---------- |
| CS Arcada Galați          | 3          | 2          |
| Dinamo Bukareszt          | 2          | 1          |
| CS Rapid Bukareszt        | 1          | 0          |
| CSM Corona Brașov         | 0          | 1          |
| ACS Volei Municipal Zalău | 0          | 1          |
| SCMU Craiova              | 0          | 1          |